# Factions de Crest of the Stars

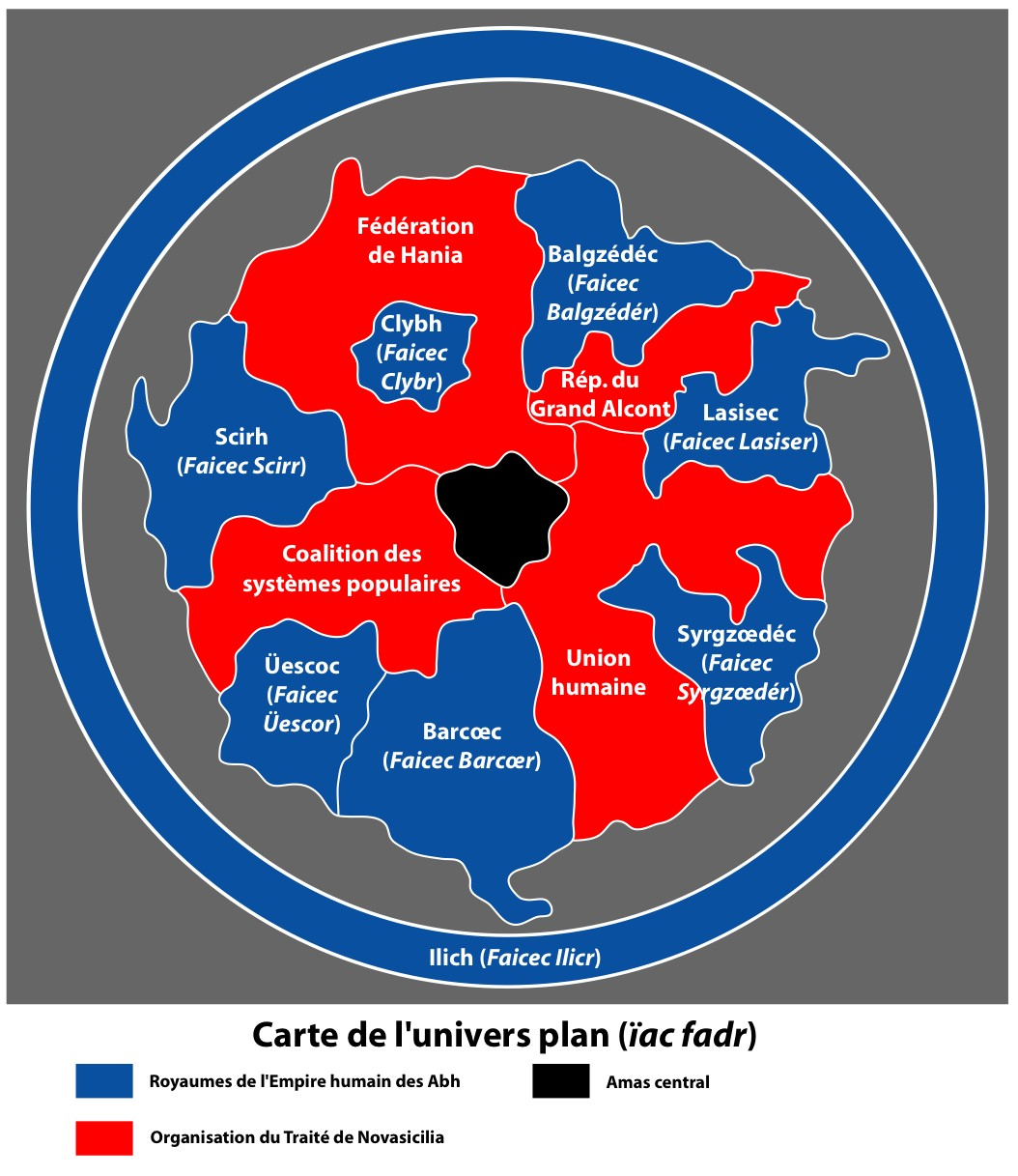
Carte politique de l'Univers plan.

 (décembre 2024).
 (décembre 2024).
- Si vous ne connaissez pas le sujet, laissez ce bandeau (vous pouvez alors contacter les auteurs).
- Si vous supprimez le contenu mis en cause (vous pouvez préalablement contacter les auteurs),

argumentez précisément cette suppression dans la page de discussion
(un manque de référence n'est pas un argument ; une recherche réelle de référence doit avoir été effectuée, être formellement documentée).
L'univers de Crest of the Stars est divisé en cinq grandes structures politiques qui se retrouvent en guerre à la fin de la première série de romans. Pour faire face à l'Empire humain des Abh, qui contrôle la moitié de l'humanité, les quatre autres États se sont regroupés dans l'Organisation du Traité de Novasicilia, plus connue sous le nom de "Coalition des quatre". Cette Coalition des quatre devient Triple Alliance à la suite du refus d'un des membres de l'Organisation du Traité de Novasicilia (la Fédération de Hania) d'entrer en guerre contre l'Empire humain des Abh. Le cas de la planète Martin, découverte à cause de l'ouverture d'un nouveau portail, laisse à penser qu'il pourrait exister d'autres planètes isolées du fait de leur absence de lien avec l'univers plan. Les membres de la Coalition des quatre sont présentés ci-dessous du plus important au moins important.

## L'Union humaine
L'union humaine est le principal adversaire de l'Empire humain des Abh. Elle mène une propagande active expliquant que les Abh n'ont rien d'humain, que ce sont des êtres artificiels, des machines organiques, simples pièces d'une machine inhumaine vouée à réduire l'humanité en esclavage, alors que les Abh (au mieux) devraient servir l'humanité. L'épilogue du deuxième épisode de Crest of the Stars montre une vidéo de propagande, intitulée Le véritable visage des parents des étoiles, présentant les Abh comme des destructeurs sans pitié ; l'utilisation de caractères latins suggère qu'elle a été réalisée par l'Union humaine. D'autres éléments de cette propagande sont visibles à travers une transmission holographique et un discours d'un député de l'Union humaine. L'occupation d'un certain nombre de fiefs de l'Empire humain des Abh au début de la guerre permet à l'Union humaine de diffuser ces thèmes afin d'affaiblir l'emprise des Abh sur la population : on les retrouve dans la bouche de Que Durin lorsque Ghintec vient lui proposer de travailler pour lui.
L'attitude des forces d'occupation de l'Union humaine sur Clasebyrh montre une volonté d'éradiquer l'influence abh, jusqu'à interdire de se teindre les cheveux en bleu (imitation des Abh), car il faut préférer des couleurs "plus humaines" ; dans le roman, l'armée de l'Union humaine rase sur le champ tous ceux qui portent des cheveux bleu. En fait, l'Union humaine a une attitude paradoxale : elle entend libérer l'humanité du joug de l'Empire humain des Abh mais, à force de définir ce qui est humain et ce qui ne l'est pas, elle contraint les membres de l'Union à s'aligner sur son mode de vie : dans le roman, les hommes politiques de Clasebyrh sont enfermés dans des "écoles de démocratie" pour leur apprendre la véritable démocratie, celle qui refuse la domination de l'Empire humain des Abh, et les autorités d'occupation comptent étendre l'interdiction de la cigarette en vigueur dans tous les territoires sous son contrôle. Ce n'est pas un cas isolé : Samsonn explique que sa planète natale, Midgrat, sollicitée par l'Union humaine et l'Empire humain des Abh, a préféré rejoindre l'Empire car l'Union humaine voulait contraindre la population à changer ses habitudes alimentaires, alors que les Abh n'y portaient pas d'intérêt apparent.

### La fable politique de Midgrat
La fable politique de Midgrat résume bien les différences entre l'Union humaine et l'Empire humain des Abh... du moins pour les partisans des Abh :
« Sur le bord d’une route souffrait un voyageur épuisé par la maladie. Un homme passa et, sans laisser au voyageur le temps de l’appeler, s’assit à côté de ce dernier pour lui tenir un long sermon : « Pour ne pas tomber malade, il faut mener une vie réglée. » Puis il partit sans rien ajouter, l’air satisfait. Cet homme s’appelait Union humaine. Une femme à la beauté éclatante apparut ensuite et commença à observer le voyageur d’un air curieux. « Aidez-moi, au lieu de rester à me regarder », dit le voyageur mourant. La femme, étonnée, lui demanda alors : « Souhaitez-vous que je vous aide ? ». Après avoir bien pris le temps de comprendre son problème, la femme acquiesça et s’en alla. Elle revint aussitôt, apportant avec elle médecins, infirmières, ainsi que tout un hôpital. Cette femme s’appelait Empire humain des Abh. » — Prologue de l'épisode 11 de Crest of the Stars

### Membres connus
- Système de Hyde (baronh : Haïdec) :
  - planète habitée : Martin, monde d'origine de Ghintec, conquise par l'Empire humain des Abh au début de Crest of the Stars ; elle se révolte au début de la guerre (fin de Crest of the Stars) et entre dans l'Union humaine
  - le système de Hyde est reconquis par la flotte commandée par Dubeusec (fin de Banner of the Stars II), mais la restauration du comté de Haïdec est au centre de l'action de Banner of the Stars III.
- Système de Basscotton (baronh : Basscottenh) :
  - planète habitée : Basscotton IV.
  - le système de Basscotton possède deux portails : le portail de Basscotton, situé dans les territoires de l'Union humaine, et le portail Céïch 193, transporté dans ce système et qui le relie au royaume d'Ilich, dans le territoire de l'Empire humain des Abh ; l'opération permet l'invasion du marquisat de Sfagnaumh
  - les flottes des frères Biboth et de Dubeusec arrivent en même temps dans le système et s'en emparent sans combattre à la fin de Banner of the Stars II.
- Système d'Aptic (baronh : Apticec) :
  - planète habitée : Aptic III
  - la flotte de l'Empire humain des Abh prend le contrôle du système au début de Banner of the Stars I et y installe la base arrière de l'opération Feu follet (utilisation des ressources de la géante gazeuse Aptic IV) ; Aptic III, sous blocus, ne se soumet à l'Empire qu'après la défaite de l'Union humaine lors de la bataille du portail d'Aptic (fin de Banner of the Stars I).
- Système de Robnass :
  - planète habitée : Robnass II
  - Robnass II sert de planète-prison à l'Union humaine. Le système est conquis par l'Empire humain des Abh au début de Banner of the Stars II dans le cadre de l'opération Chasseur et placée sous l'administration de Lamhirh.

## La Coalition des systèmes populaires
La Coalition des systèmes populaires est moins connue. Sa structure est plus proche de celle de l'Empire humain des Abh, car elle laisse une grande autonomie à ses systèmes membres.

## La Fédération de Hania
La Fédération de Hania regroupe des planètes culturellement assez proches. C'est le seul membre de l'Organisation du Traité de Novasicilia à ne pas déclarer la guerre à l'Empire humain des Abh. Elle reste neutre dans le conflit. Dans Banner of the Stars I, son ambassadeur est toujours en poste à Lacmhacarh alors que l'impératice Lamagh avait révoqué les privilèges des ambassadeurs des États membres de l'Organisation du Traité de Novasicilia après la destruction du Gothlauth et l'occupation du marquisat de Sfagnaumh. Le roman explique que l'Empire humain des Abh ne lui a pas déclaré la guerre car elle n'a participé à aucune des opérations militaires, en particulier l'assaut contre la capitale impériale mais l'impératrice Abh pense que le conflit sera global et que Hania devra prendre parti.

## La République du Grand Alcont
La République du Grand Alcont est la plus petite des nations stellaires. On sait peu de choses d'elle.

## Sources et liens
1. ↑  Crest of the Stars, épisode 11.
2. ↑  Mis en exergue au début du 2e tome de Crest of the Stars et dit en baronh dans le prologue de l'épisode 5 de l'anime.
3. ↑  Banner of the Stars III, 1re partie.
4. 1 2  Crest of the Stars, tome 2, chapitre 11.
5. ↑  Banner of the Stars I, épisode 2.
6. ↑  Crest of the Stars, tome 2, chapitre 9, repris dans l'épisode 9 de l'anime.
7. ↑  Crest of the Stars, tome 3, chapitre 13.